# Zoraptera
Zoraptera је малобројни ред крилатих инсеката из плекоптероидне групе (Plecopterida), који обухвата само 32 савремене и 6 изумрлих врста. Својим изгледом ови инсекти подсећају на термите, и попут њих живе у колонијама, али ови редови нису филогенетски сродни. Биогеографски гледано, ред Zoraptera насељава све тропске области планете изузев Аустралије.

## Морфолошке и еколошке карактеристике
Најважније карактеристике представника групе Zoraptera су ситно тело (до 4 mm) са дугачким антенама грађеним из 9 сегмената, изражени фемури задњих ногу са вентралним трноликим израштајима, стопала (тарзуси) изграђена из само 2 сегмента, као и редукована нерватура крила. Карактеристично су грађени и помоћни органи копулације — присутна је кука на 10. сегменту абдомена мужјака, која се током копулације закачи за улегнуће на 8. сегменту абдомена женке.
Развиће је хемиметаболно (непотпуна метаморфоза), а ларве (нимфе) имају 4-5 инстар стадијума. Постоје два облика (морфа) адултних јединки: чешћи, колонијални, не поседује крила и очи, док дисперзивни морф (чија је улога ширење ареала) поседује очи и крила.
Zoraptera живе грегарно, у колонијама величине од 15 до преко 120 јединки, у кори дрвећа или у старим пањевима. Хране се хифама и спорама гљива, али понекад воде и предаторски начин живота, ловећи нематоде или гриње. Заједнички живот је обавезујућ и изоловане јединке не успевају да преживе. У колонијама, јединке се често међусобно чисте. Пре парења постоји специфичан начин удварања мужјака женци.

## Филогенија и систематика
Представници групе Zoraptera су дуго били енигматични у смислу немогућности истраживача да утврди најсроднију инсекатску групу. Различита еволуциона сценарија су предлагана, а највероватнијом се показала сродност са, такође малобројним, редом Embioptera. Ове групе су се вероватно током раног Мезозоика одвојиле од предачких форми Plecopterida. Најстарији фосилни налази реда Zoraptera потичу из средње и касне Креде.
Ред Zoraptera обухвата само једну фамилију, Zorotypidae, у оквиру које постоји један савремени (Zorotypus) и један фосилни род (Xenozorotypus).